# Coppicegate
Coppicegate – wieś w Anglii, w hrabstwie Shropshire. Leży 42 km na południowy wschód od miasta Shrewsbury i 185 km na północny zachód od Londynu.